# Valaques unis de Serbie
Valaques unis de Serbie (en serbe : Ujedinjeni Vlasi Srbije et Уједињени Власи Србије ; en valaque : Vlahii uniţi din Sîrbia) est une coalition politique serbe. Elle est dirigée par Predrag Balašević, le président du Parti démocratique valaque de Serbie. Elle s'est donné pour mission de défendre les intérêts de la minorité valaque du pays.
La coalition Valaques unis de Serbie a été créée en vue des élections législatives serbes anticipées du 11 mai 2008.
Elle est composée des partis suivants :
- Parti démocratique valaque de Serbie de Bor,
- Parti démocratique valaque de Serbie de Negotin,
- Valaques de la Serbie démocratique (VDS).

Ayant obtenu les 10 000 signatures nécessaires pour participer à l'élection du Parlement de Serbie, elle a officiellement présenté 171 candidats. C'était la première fois que les Valaques de Serbie participaient à une élection nationale, obtenant aucun siège.